# Aphaostracon xynoelictum
Aphaostracon xynoelictum е вид коремоного от семейство Hydrobiidae.

## Разпространение
Видът е разпространен в САЩ (Флорида).